# Russell Harvard
Russell Wayne Harvard (Pasadena, Texas, 16 de abril de 1981) es un actor estadounidense, nacido con sordera. Hizo su debut cinematográfico en There Will Be Blood (2007) de Paul Thomas Anderson, junto a Daniel Day-Lewis como su hijo adoptivo. En la película biográfica de 2010 The Hammer, interpretó al luchador campeón sordo de la NCAA y luchador de artes marciales mixtas de UFC, Matt Hamill. Harvard también ganó la aclamación en el teatro Off-Broadway en 2012 interpretando a Billy, el hijo sordo de una poderosa familia británica. Por su interpretación, ganó un Premio Theatre World en 2012 en la categoría Mejor debut actoral y obtuvo nominaciones a otros premios. Interpretó al señor Wrench en la primera y tercera temporada de la serie de televisión Fargo.

## Filmografía

### Cine
| Año  | Título              | Rol               | Notas          |
| ---- | ------------------- | ----------------- | -------------- |
| 2007 | Signage             | Amigo de Jonathan | Película corta |
| 2007 | There Will Be Blood | H.W.              |                |
| 2008 | S Is for Sexy       | Amigo de Jonathan |                |
| 2009 | Gerald              | Corey             |                |
| 2010 | Words               | Owen              | Película corta |
| 2010 | The Hammer          | Matt Hamill       |                |
| 2011 | Claustrophobia      | Tim               |                |
| 2011 | Versa Effect        | Seth              |                |
| 2013 | This Is Normal      | Alex              | Película corta |

### Televisión
| Año       | Título            | Rol            | Notas                                             |
| --------- | ----------------- | -------------- | ------------------------------------------------- |
| 2006      | CSI: NY           | Cole Rowen     | Episodio: "Silent Night"                          |
| 2010      | Fringe            | Joe            | Episodio: "The Box"                               |
| 2014-2017 | Fargo             | Mr. Wrench     | Temporada 1: 7 episodios Temporada 3: 4 episodios |
| 2015      | Switched at Birth | Julian Stanton | Episodio: "Player's Choice"                       |
| 2015      | Odd Mom Out       | Sebastian      | Episodio: "Omakase"                               |